# Colby (nome)
Colby  è un nome proprio di persona inglese maschile e femminile.

## Varianti
- Maschili: Coleby[3], Kolby[2]

## Origine e diffusione
Si tratta di una ripresa del cognome inglese Colby; esso deriva, a sua volta, da vari toponimi inglesi di origine norrena, composti da Koli o Kolli (un soprannome scandinavo, probabilmente un ipocoristico di altri nomi comincianti con kol, "carbone", "nero", "scuro") e býr ("paese", "villaggio", "centro abitato"), quindi. 
Parte della sua diffusione come nome è dovuta alla presenza di vari personaggi che lo portano come cognome nella nota soap opera statunitense Dynasty. È inoltre usato per abbreviare nomi come Colburn.

## Onomastico
Il nome è adespota, ovvero non è portato da alcun santo. L'onomastico si può festeggiare il 1º novembre, giorno di Ognissanti.

## Persone

### Maschile
- Colby Buzzell, scrittore statunitense
- Colby Genoway, hockeista su ghiaccio canadese
- Colby Granstrom, sciatore alpino statunitense
- Colby Gunther, cestista e allenatore di pallacanestro statunitense
- Colby Keller, pornoattore, modello, artista e blogger statunitense
- Colby Lewis, giocatore di baseball statunitense
- Colby Lopez, wrestler statunitense
- Colby O'Donis, cantautore statunitense

### Femminile
- Colby Minifie, attrice statunitense

### Varianti maschili
- Coleby Lombardo, attore statunitense

### Varianti femminili
- Colbie Caillat, cantautrice statunitense